# Бернхард VIII (Липе)
Бернхард VIII фон Липе (на немски: Bernhard VIII zur Lippe, * 6 декември 1527 в Детмолд, † 15 април 1563 също там) от фамилията Дом Липе е от 1547 г. до смъртта си 1563 г. граф на Графство Липе.
Той е син на граф Симон V (1471 – 1536) и втората му съпруга Магдалена фон Мансфийлд-Мителорт (1500 – 1540). През 1526 г. той наследява на осем години баща си под надзора на ландграф Филип I от Хесен, граф Адолф фон Шаумбург и граф Йобст II фон Хоя.
През 1546 г. той поема управлението.

## Фамилия
Бернхард VIII се жени на 8 май 1550 г. за Катарина фон Валдек (* ок. 1524; † 18 юни 1583), дъщеря на граф Филип III фон Валдек–Айзенберг (1485 – 1539) и Анна фон Клеве (1495 – 1567). Те имат децата:
- Анна (1551 – 1614)

∞ 1576 граф Волфганг II фон Еверщайн-Масов (1528 – 1592)
- Магдалена (1552 – 1587)

∞ 1572 ландграф Георг I от Хесен-Дармщат (1547 – 1596)
- Симон VI граф на Липе-Браке (1554 – 1613)
- Бернхардина (1563 – 1628)

∞ 1578 граф Лудвиг фон Лайнинген-Вестербург (1577 – 1622)